# Jan Carew
Pour les articles homonymes, voir Carew.
Jan Rynveld Carew (né le 24 septembre 1920 à Agricola, un village du Guyana appelé également Rome - mort le 6 décembre 2012) est un écrivain, dramaturge, poète et enseignant du Guyana.

## Biographie
Jan Carew suivit ses études au lycée Berbice High School. À l'âge de 17 ans, il quitta le Guyana pour les États-Unis où il étudia à l'université Howard et à l'université Case Western Reserve de 1944 à 1948. Il étudia également à l'université Charles de Prague de 1948 à 1950 et à la Sorbonne à Paris. Il a enseigné à l'université de Londres, à l'université de Princeton, à l'université Rutgers, à l'université Wesleyenne, à Hampshire College, à l'Université Northwestern et à Lincoln.
Jan Carew a vécu en Hollande, au Mexique, en Angleterre, en France, en Espagne, au Ghana, au Canada et aux États-Unis. En Angleterre, il joua au théâtre avec Laurence Olivier et édita le Kensington Post.
Il rencontra des figures importantes telles que W.E.B. DuBois, Paul Robeson, Langston Hughes, Malcolm X, Kwame Nkrumah, Shirley Graham Du Bois, Maurice Bishop, Cheikh Anta Diop, Edward Scobie, John Henrik Clarke, Tsegaye Medhin Gabre, Sterling D. Plumpp et Ivan Van Sertima.

## Œuvres
- Grenada : The Hour Will Strike Again
- Black Midas
- The Wild Coast
- Fulcrums of Change
- Ghosts in Our Blood: With Malcolm X in Africa, England and the Caribbean.

Essais
- Estevanico: The African Explorer
- Rape of Paradise: Columbus and the Origin of Racism in the Americas
- Moorish Culture-Bringers: Bearers of Englightment